# Théodore et Cie
Pour plus de détails, voir Fiche technique et Distribution.
Théodore et Cie est un film français réalisé par Pierre Colombier, sorti en 1933.

## Synopsis
Le riche fromager Chénerol est convaincu que sa femme le trompe avec un autre homme mais son neveu Théodore et son ami Clodomir tentent par tous les moyens de le convaincre du contraire.

## Fiche technique
- Titre : Théodore et Cie
- Réalisation : Pierre Colombier
- Scénario : René Pujol, d'après Paul Armont et Nicolas Nancey
- Décors : Jacques Colombier
- Photographie : Victor Arménise et Henri Barreyre
- Son : Robert Teisseire
- Montage : Léonide Moguy
- Musique : Jacques Dallin et Jane Bos[1]
- Producteurs : Bernard Natan et Émile Natan pour Pathé-Natan
- Pays de production : France
- Distribution : Pathé Consortium Cinéma
- Format : Noir et blanc - 1,37:1 - Mono - 35 mm
- Genre : Comédie dramatique
- Durée : 97 minutes[2]
- Date de sortie : 
  - France : 1er avril 1933

## Distribution
- Raimu : Clodomir
- Albert Préjean : Théodore
- Alice Field : Gaby / Adrienne
- Germaine Auger : Loulou
- Pierre Alcover : Chénerol
- Félix Oudart : le sénateur
- Charles Camus
- Léon Larive
- Georges Morton : le barman
- Pierre Piérade
- Louis Pré Fils
- Charles Redgie : Malvoisier
- Rip